# Clay Forau Soalaoi

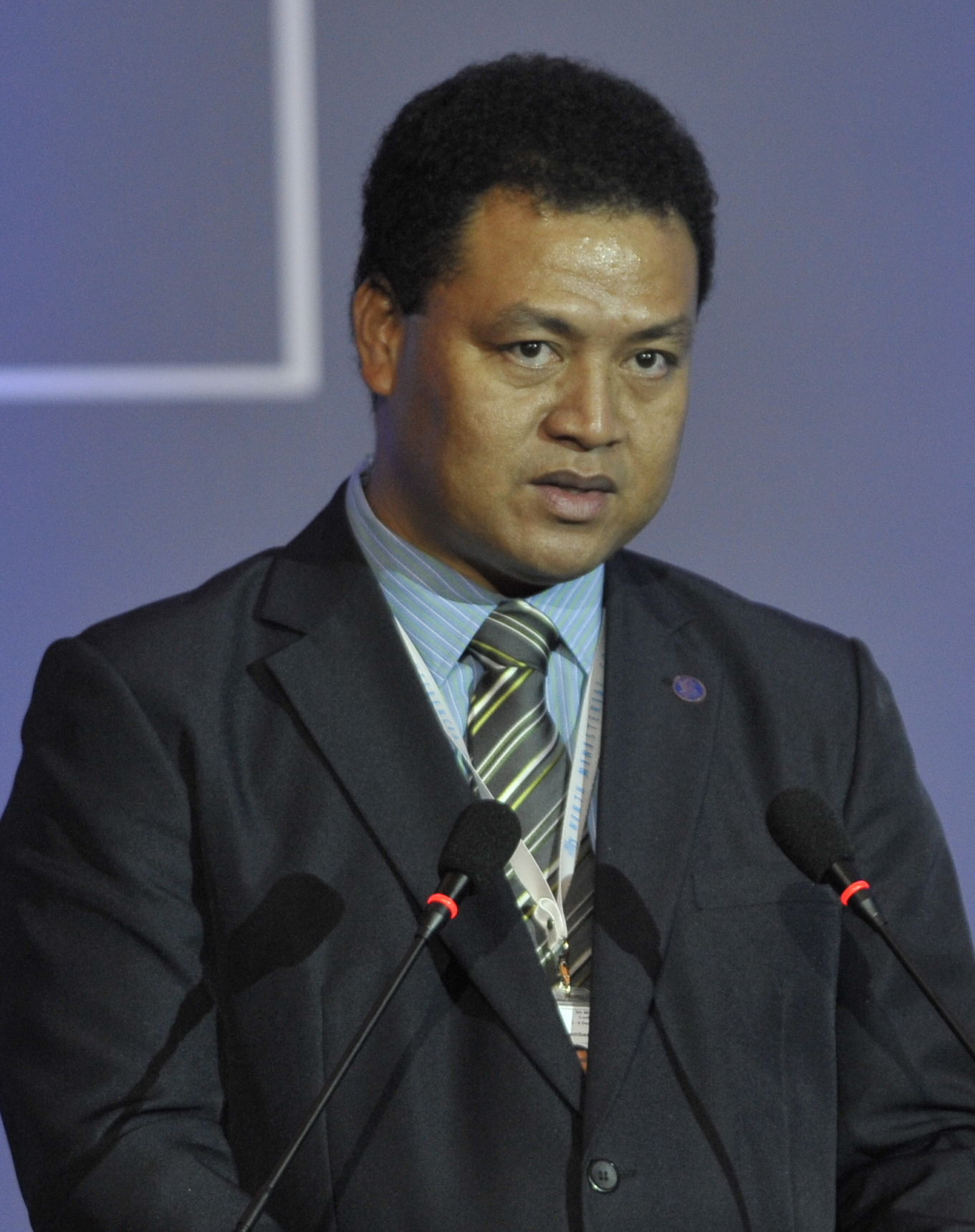
Clay Forau Soalaoi

Clay Forau Soalaoi (Clay Forau, geb. 10. Oktober 1976, Namo, Tikopia, Salomonen) ist ein Politiker in den Salomonen.

## Leben
Forau hat einen Abschluss in Secondary Teaching (Science) vom Honiara Solomon Islands College of Higher Education. Er wirkte als Schulleiter.
2006 wurde er erstmals ins Parlament gewählt für den Wahlkreis Temotu Vatud. Vom 22. April bis 5. Mai diente er kurzzeitig als Minister for Justice and Legal Affairs unter Premierminister Snyder Rini. Als Rini zum Rücktritt gezwungen wurde, unterstützte Forau dessen Nachfolger Manasseh Sogavare und wurde zum Minister for Health and Medical Services ernannt. Zu dieser Zeit war er Mitglied von Sogavares Solomon Islands Social Credit Party. Er hatte diese Position inne bis Dezember 2007, als Sogavare selbst durch ein Misstrauensvotum abgesetzt wurde und Derek Sikua ein neues Kabinett aufstellte.
Im Januar 2008 wurde er zum Vorsitzenden des Constitution Review Committee ernannt.
Im Juni 2009 ersetzte Forau Martin Magga als Minister for Health and Medical Services. Letzterer wurde aus seinen Pflichten entlassen, weil er krankheitsbedingt in Australien im Krankenhaus war und dort lebenserhaltende Maßnahmen erhielt.
Forau verteidigte seinen Sitz in den Wahlen 2010, wobei er als Mitglied der People’s Federation Party antrat. Seinen Sitz im Kabinett verlor er jedoch. Er schloss sich der Opposition an und wurde am 30. August zum Leader of the Independent Members of Parliament gewählt. Anfang April 2011 wechselte er jedoch wieder zur Regierung. Kurz darauf wurde er zum Minister for Police, National Security and Correctional Services ernannt.
Am 9. November 2011 trat er zurück und schloss sich erneut der Opposition an, nachdem ein großer Teil der Abgeordneten sich von Philip abgewendet hatten, woraufhin die Regierung zwei Tage später abgesetzt wurde. Gordon Darcy Lilo ersetzte Philip als Premierminister am 16. November und ernannte Forau erneut für seine frühere Position.
Am 9. Februar 2012 setzte Lilo Peter Shannel Agovaka als Foreign Minister ab, weil er in der Öffentlichkeit die Möglichkeit erwogen hatte, diplomatische Beziehungen mit Russland einzugehen, ohne dazu Lilos Zustimmung abzuwarten. Am 27. Februar ernannte Lilo dafür Forau für diesen Posten.
Forau lebt in Tikopia.